# Берг, Майму
Ма́йму Берг (эст. Maimu Berg; 1945—1969; Maimu Seping, 1969—1979; Maimu Vahing; 27 августа 1945, Таллин, Эстонская ССР, СССР) — эстонская писательница, критик, переводчик и политик.
Окончила Тартуский Государственный университет в 1968 году по специальности эстонская филология и в 1986 году — журналистика. Является депутатом Таллинского городского совета с 2007 года, председатель фракции социал-демократической партии в Таллинском городском совете. Много лет работает в Финском институте в Таллине.
В большой писательский мир она вошла в 1988 году историческими романами. Русским читателям стала известна благодаря публикациям в таллинских журналах «Вышгород» и «Радуга», в последнем из которых был опубликован роман «Я люблю русского». Этот роман был переведен на несколько языков и опубликован в Великобритании, Германии, Швеции, Финляндии и Латвии. В 2009 году впервые роман издан отдельной книгой на русском языке в Москве и Таллине.

## Некоторые произведения
- Майму Берг. Я любила русского (Авторский сборник). — М.: Хроникер, 2009. — ISBN 978-5-901238-56-1
- Maimu Berg. Unustatud inimesed. — Tallinn: Tuum, 2007. — ISBN 9985-802-96-0 («Забытые люди», сборник новелл, эст. яз.).
- Kirjutajad. Seisab üksi mäe peal (1987, romaanid, Eesti Raamat, Tallinn) (исп.)
- Ich liebte einen Russen Blieskastel 1998 [Roman] (нем.)